# Albert Schickedanz

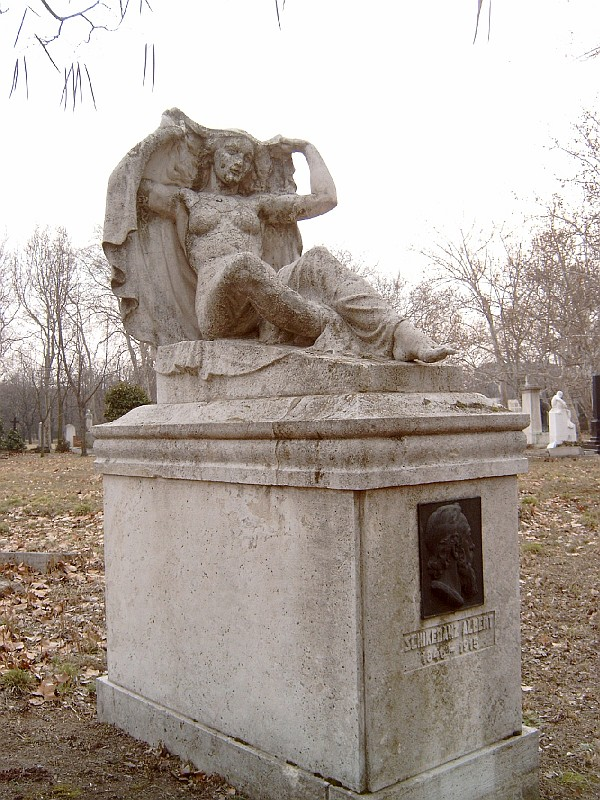
Schickedanz' Grab auf dem Kerepesi temető

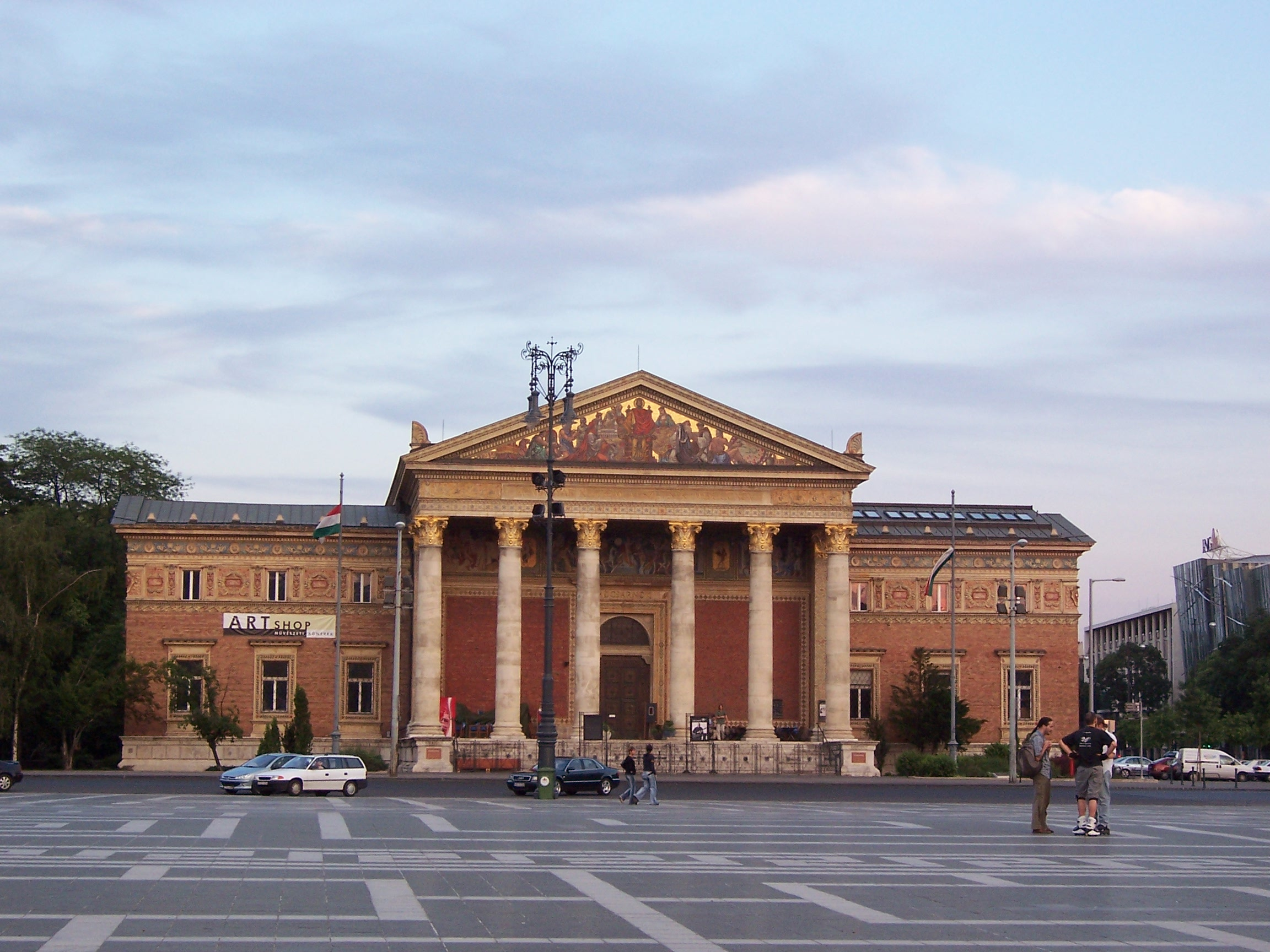
Kunsthalle auf dem Heldenplatz in Budapest

Albert Schickedanz (* 14. Oktober 1846 in Biala, Kaisertum Österreich; † 11. Juli 1915 in Budapest) war ein österreichisch-ungarischer Architekt des Historismus.

## Leben
Schickedanz wurde in einer deutschen Familie geboren und besuchte Schulen in seiner Geburtsstadt und in Käsmark. Nach dem Studium in Karlsruhe und Wien arbeitete er mit dem ungarischen Architekten Miklós Ybl zusammen. 1896 entwarf und baute er den Heldenplatz in Budapest am Ende der Andrássy út. Um 1900 folgte die Kunsthalle, die direkt an den Heldenplatz grenzt. Im gleichen Jahr begann er mit dem Bau des Szépművészeti Múzeums, für das sein Entwurf ausgewählt wurde. Es wurde 1906 eröffnet und grenzt an die andere Seite des Heldenplatzes.

## Bauten und Entwürfe
- 1874: Batthyány-Mausoleum, Budapest
- 1883: Parlamentsgebäude (Budapest)[1]
- 1887: Ferenc-Deák-Monument, Budapest
- 1895: Kunsthalle, Budapest
- 1896: Heldenplatz, Budapest
- 1896: Zugangspavillons an den Stationen Gizella tér  und Oktogon der ersten Budapester Metró-Linie[2]
- 1906: Museum der Bildenden Künste, Budapest